# ドールプル

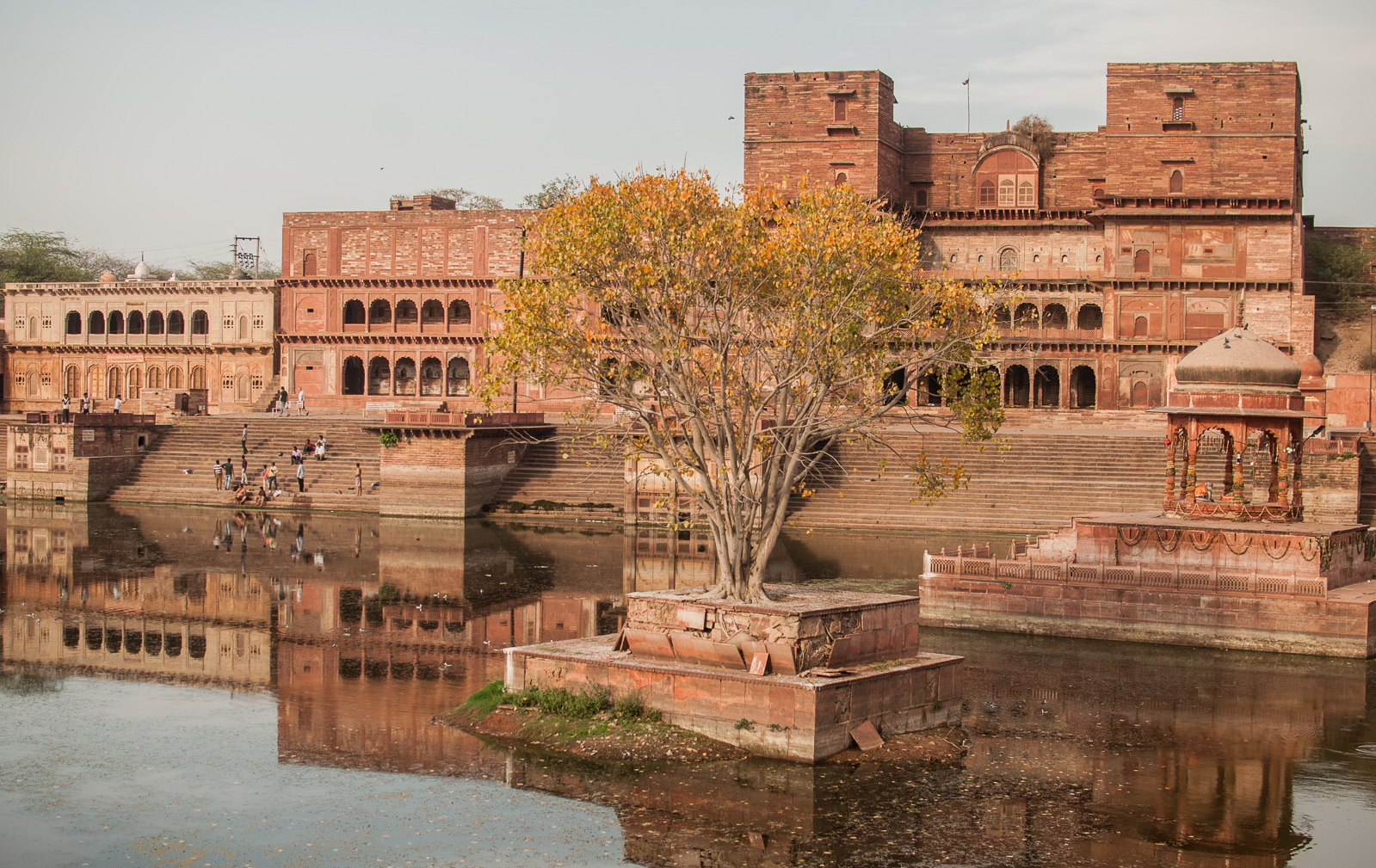
マチクンド寺院

ドールプル（ヒンディー語：धौलपुर、英語：Dholpur）は、インドのラージャスターン州、ドールプル県の都市。かつて同名の藩王国の首都でもあった。

## 歴史

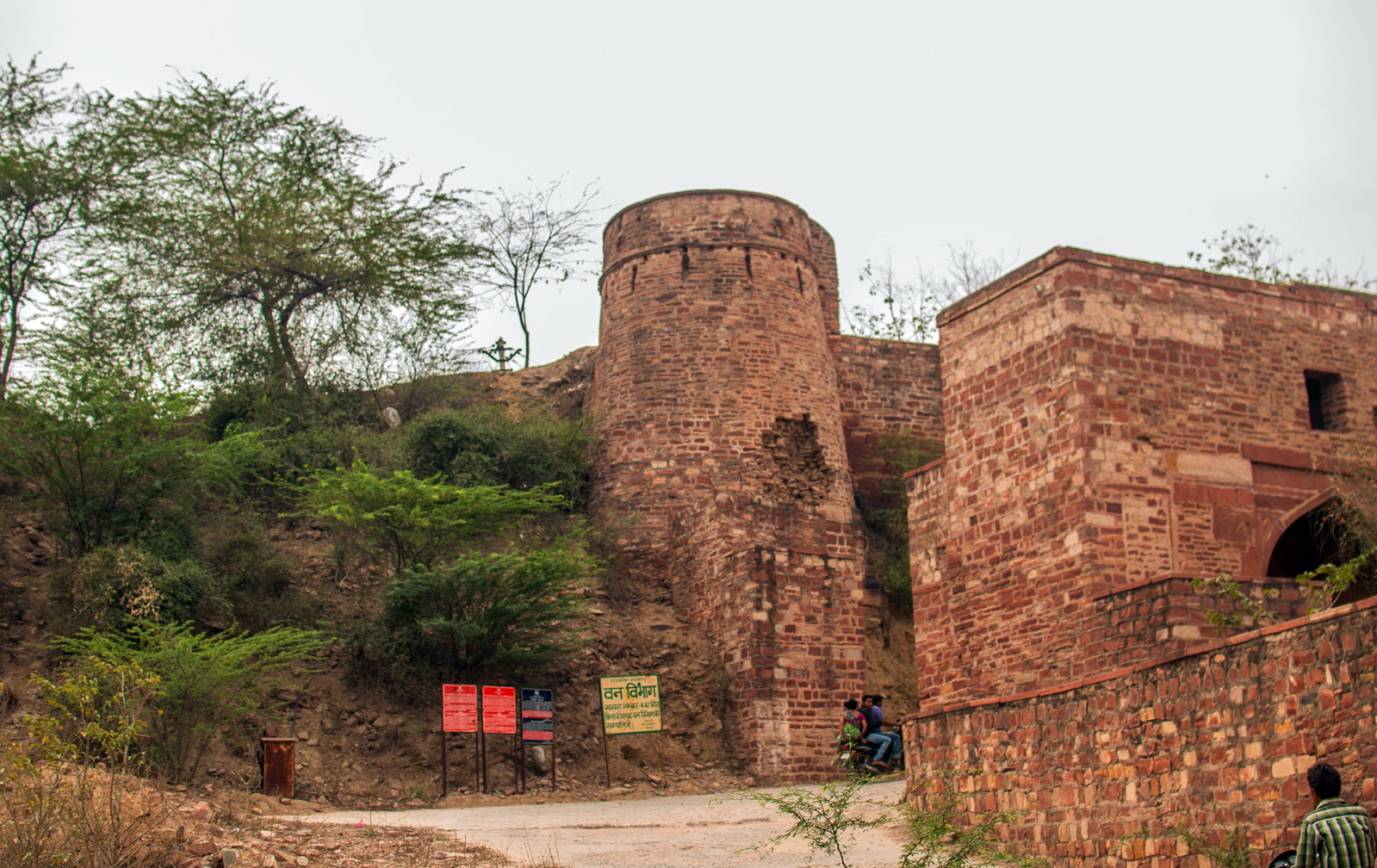
シェールガル城

18世紀、アウラングゼーブの死後、グージャルの支配下にあった。
1805年12月、ゴーハドのラージャがドールプルに遷都した。

## 地理
ドールプルは北緯26度 東経77度 / 北緯26度 東経77度に位置している。